# Amblycerus maculicollis
Amblycerus maculicollis là một loài bọ cánh cứng trong họ Bruchidae. Loài này được Ribeiro-Costa miêu tả khoa học năm 2000.